# Rafe
Rafe (רָפֶה) – znak diakrytyczny używany w alfabecie hebrajskim w ramach nikudu. Występuje w formie makrona znajdującego się nad literą (◌ֿ). Znak jest używany wyłącznie w celu podkreślenia braku znaku dagesz bądź mapik.